# Piedramillera
Piedramillera es una villa y un municipio español de la Comunidad Foral de Navarra, situado en la Merindad de Estella, en la comarca de Estella Oriental, en el valle de Berrueza y a 66.5 km de la capital de la comunidad, Pamplona. Su población en 2024 fue de 45 habitantes (INE).

## Símbolos
El escudo de armas de la villa de Piedramillera tiene el siguiente blasón:

Trae de gules y una balanza de oro y sobre ella, puesta en punta, una espada de plata con la empuñadura de oro. En jefe una cruz de oro acompañada de dos estrellas de lo mismo.

## Geografía
La localidad de Piedramillera está situada en la parte occidental de la Comunidad Foral de Navarra dentro de la región geográfica de la Zona Media de Navarra o Navarra Media y la comarca geográfica de Tierra Estella, el valle de Berrueza; y a una altitud 615 m s. n. m. Su término municipal tiene una superficie de 11,25 km² y limita al norte con los municipios de Ancín y Mendaza, al este con el de Legaria, al sur con los de Etayo y Sorlada y al oeste con el de Mendaza. El municipio tiene un enclave, Cortecampo que limita al norte, Este y Sur con el municipio de Los Arcos y al oeste con el de El Busto.

## Demografía
Piedramillera cuenta con una población de 45 habitantes (INE 2024).
| Gráfica de evolución demográfica de Piedramillera entre 1842 y 2021                                                 |
| |
| Población de derecho según los censos de población del INE Población de hecho según los censos de población del INE |

La evolución de la población desde 1900 fue inicialmente ascendente hasta el censo de 1910 que alcanzó el máximo de 402 habitantes a partir del cual ha ido descendiendo progresivamente.

## Administración y política
Piedramillera conforma un municipio el cual está gobernado por un ayuntamiento de gestión democrática desde 1979, formado por 3 miembros elegidos en las elecciones municipales según está dispuesto en la Ley Orgánica del Régimen Electoral General. La sede del consistorio está situada en la calle Mayor, s/n de la localidad de Piedramillera.
En las elecciones municipales de 2011 con un censo de 47 electores, participaron un total 41 de votantes (87,23 %) lo que da una abstención de 6 (12,77 %). De los votos emitidos ninguno fue nulo y 3 fueron en blanco (7,32 %). La lista más votada fue Agrupación Independiente de Piedramillera (AIP) que obtuvo 20 votos (48,78 % de los votos válidos) y 2 concejales. La otra formación que concurrió, Unión del Pueblo Navarro (UPN) obtuvo 12 votos (29,27 %) y el concejal restante con que cuenta el consistorio.
En la sesión constitutiva que tuvo lugar el 11 de junio fue reelegida como alcaldesa Miren Edurne Gastón Gastón. 

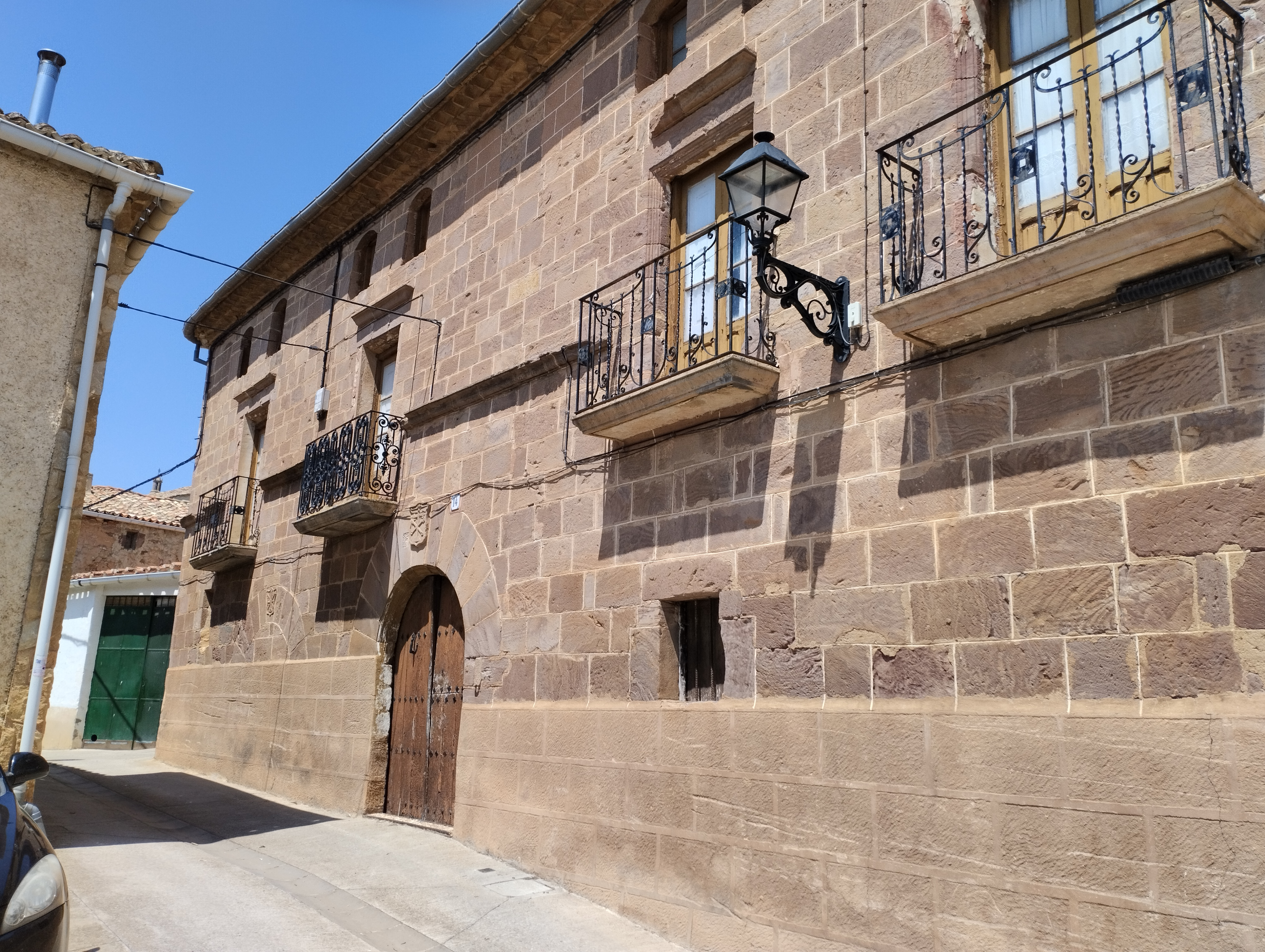
Casa solariega

| Partido político                                | 2011  | 2011       | 2007  | 2007       |
| Partido político                                | %     | Concejales | %     | Concejales |
| Agrupación Independiente de Piedramillera (AIP) | 48,78 | 2          | 50,00 | 1          |
| Unión del Pueblo Navarro (UPN)                  | 29,27 | 1          | —     | —          |
| Agrupación Independiente (AISAN)                | —     | —          | 46,15 | 0          |

| Mandato   | Nombre del alcalde         | Partido político |
| --------- | -------------------------- | ---------------- |
| 1979-1983 | Vidal Arzoz Larrion        | IND              |
| 1983-1987 | Javier Zabaleta Muneta     | IND              |
| 1987-1991 | Jesús María Ganuza Ciordia | IND              |
| 1991-1995 | Jesús María Ganuza Ciordia | UPN              |
| 1995-1999 | Isidro Olejua Hita         | IND              |
| 1999-2003 | María Inés Acedo Acedo     | AIP              |
| 2003-2007 | María Inés Acedo Acedo     | AIP              |
| 2007-2011 | Miren Edurne Gastón Gastón | AIP              |
| 2011-2015 | Miren Edurne Gastón Gastón | AIP              |
| 2015-2019 | Enrique Ganuza Monreal     | IND              |

## Historia
En el siglo XII aparece en la documentación como "Petramelara" y pertenece al monasterio de Leire. En la centuria siguiente es el monasterio de Iranzu el que cobra sus rentas, mientras que en el siglo siguiente es el monasterio de Irache el que tiene propiedades en el término de Piedramillera. En 1366 tiene 22 "fuegos", que supondrían unos 120 habitantes; esta población se mantuvo en el siglo siguiente con un ligero aumento.
En el siglo XVII obtuvo del rey la jurisdicción civil y penal a cambio del pago de 4800 ducados En esta centuria alcanzó el mayor nivel de población con unos cuatrocientos habitantes en 1646, que en 1786 habían descendido a 350 aproximadamente.
Sociedad y economía en el siglo XIX
Pascual Madoz en su Diccionario geográfico ofrece información detallada sobre Piedramillera a mediados del siglo XIX. Da cuenta de que tiene un clima sano y de que “la combaten todos los vientos”. Hay ochenta casas, que dan cobijo a 282 “almas”. La localidad está formada por tres calles y dispone de casa consistorial, cárcel, parroquia, atendida por el abad y tres beneficiados, y escuela con cuarenta alumnos de ambos sexos. 

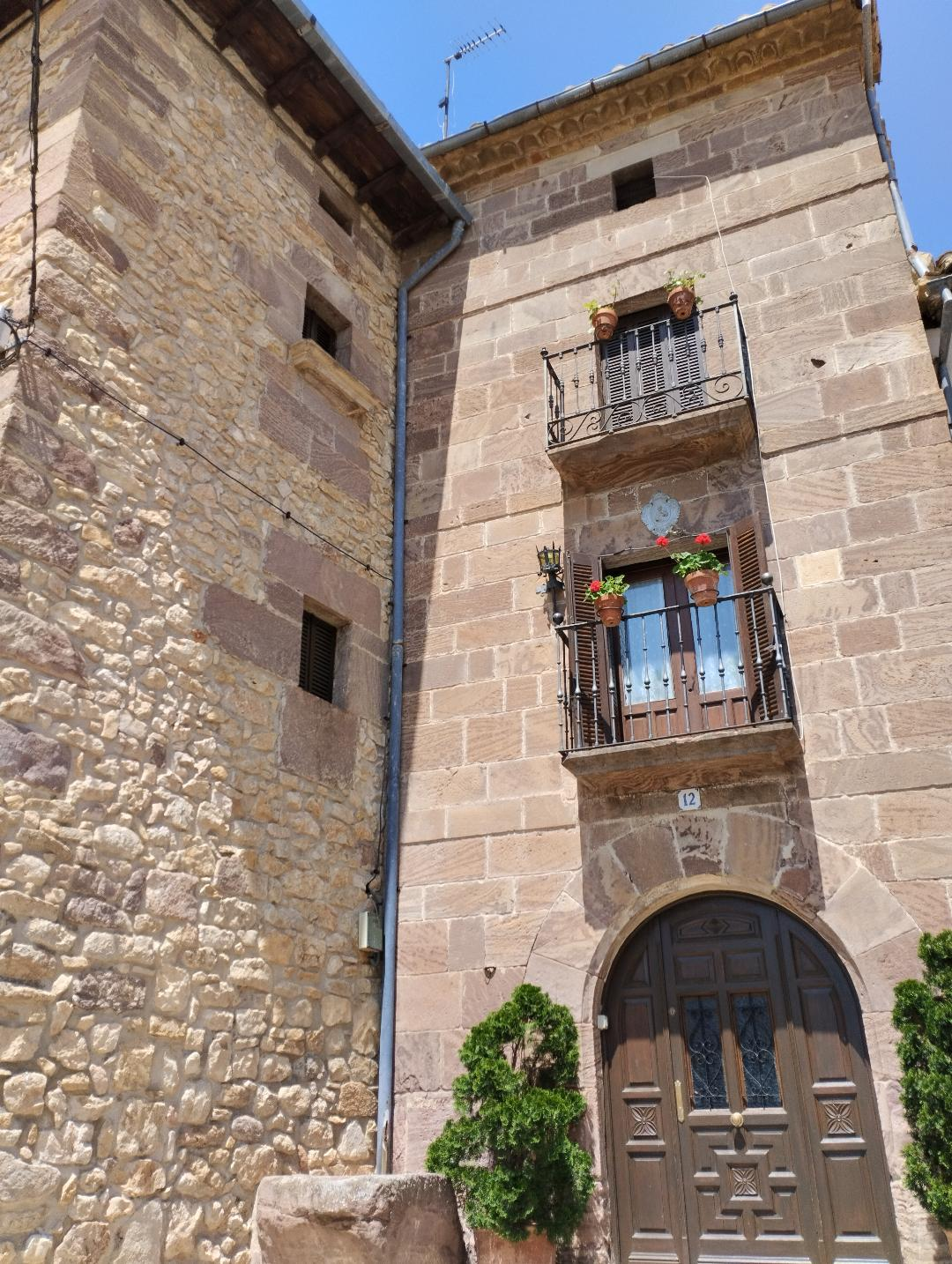
Casa del pueblo

Se provee en una fuente situada dentro del pueblo y de otras dos algo más apartadas. La economía descansa fundamentalmente en la agricultura —“el terreno es de buena calidad”— y ganadería, ya que no da noticia de actividades artesanales o industriales. En cuanto a la actividad agrícola y ganadera precisa: “Produce trigo, cebada, avena, habas, legumbres, vino y aceite. Cría de ganado vacuno, mular y lanar. Caza perdices y codornices”.

## Patrimonio
La iglesia parroquial de la Natividad de la Virgen data del siglo XVI y está construida con sillares, como es frecuentes en las iglesias de la comarca.
Tiene planta rectangular, de una sola nave con tres tramos cubiertos con bóvedas de tracería gótica. En el lado de la Epístola (derecha del visitante) se levantó a fines del siglo XVII la sacristía y la capilla del Santo Cristo que se cubre con cúpula sobre pechinas. De la misma época es la capilla de las Vírgenes, situada en el lado del Evangelio, y también tiene cúpula sobre pechinas. 
También en el siglo XVII se levantó el pórtico del muro sur y se reformó la puerta de entrada al templo. En el siglo XVIII se construyó la torre campanario de estilo neoclásico.
El retablo central al igual que los laterales, dedicados a San Nicasio y San Sebastián, son del siglo XVI, de estilo manierista. Las tallas y la policromía ofrecen especial calidad.